# 理查·马克斯
理查·诺尔·马克斯（Richard Noel Marx，1963年9月16日—），美国男歌手、作曲家。代表作有：“在此等候”（Right Here Waiting）、“夏夜漫漫”（Endless Summer Nights）等，被稱為情歌王子，也曾拿過葛萊美獎。
马克斯出生于伊利诺伊州，5岁即开始商业演出。17岁时，他受到莱昂内尔·里奇的赏识，前往洛杉矶开始职业歌手生涯，先后为里奇、瑪丹娜、惠特妮·休斯頓等人配唱。1984年，他与詹姆斯·英格拉姆和金·卡恩斯合唱肯尼·罗杰斯创作的“Crazy” 一曲而成名。

## 軼事
2016年12月，理查馬克斯在搭大韓航空從越南飛往南韓途中，碰到酒醉乘客在機上打架鬧事，理查馬克斯與其他乘客聯手制伏，全程都被拍下，也讓他英雄事蹟，意外曝光。